# Melanoseps rondoensis
Melanoseps rondoensis är en ödleart som beskrevs av  Arthur Loveridge 1942. Melanoseps rondoensis ingår i släktet Melanoseps och familjen skinkar. Inga underarter finns listade i Catalogue of Life.